# 蘇聯民航411號班機空難
蘇聯民航411號班機空難是俄羅斯航空一班的來回謝列梅捷沃國際機場至塞內加爾定期航班，1982年7月6日，一架伊留申-62客機墜毀於機場附近，造成90名乘客和机组人员全部死亡。